# 仁恒置地

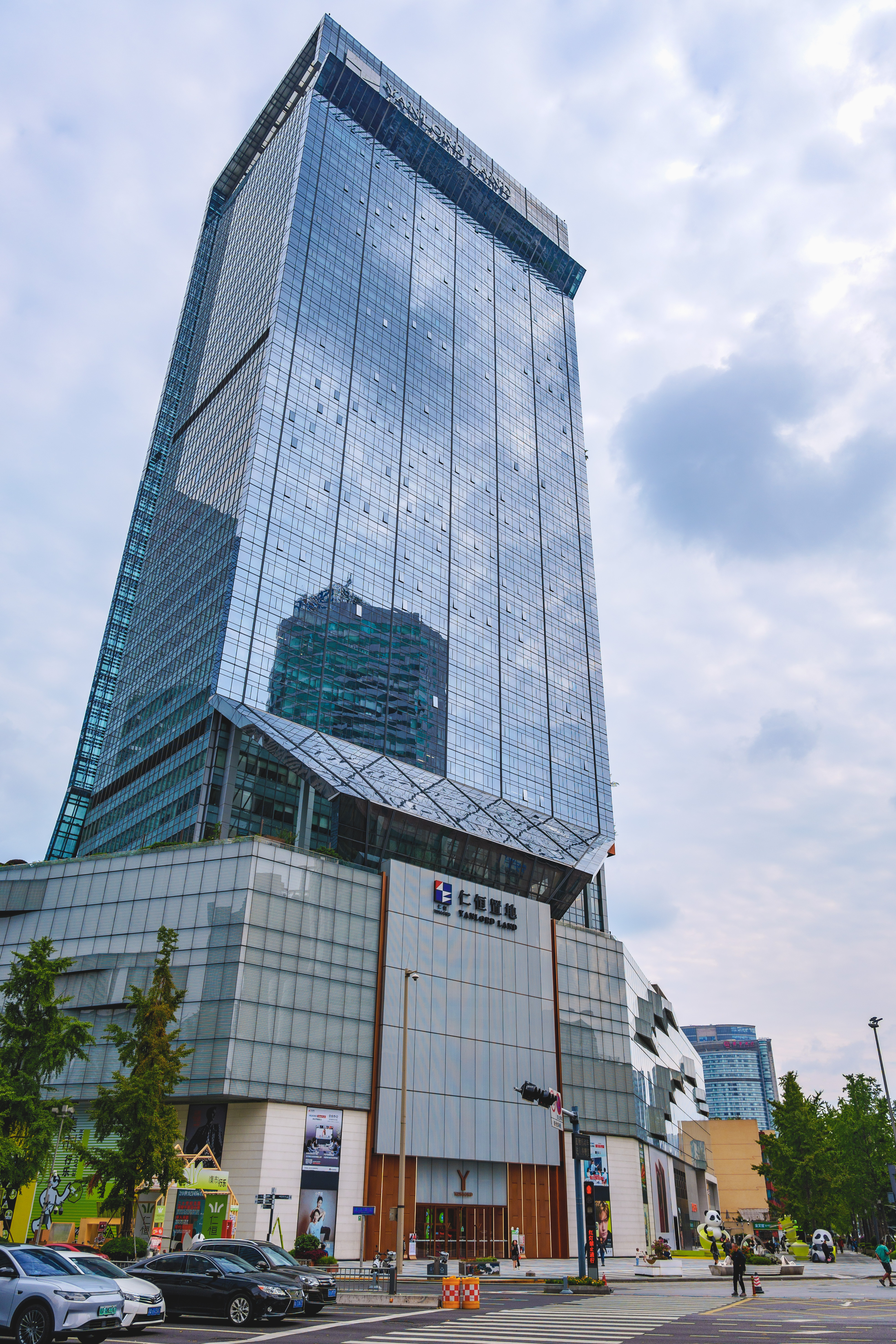
成都仁恒置地广场

 仁恒置地集团有限公司，簡稱 仁恒置地集团，以及 仁恒置地（英語：Yanlord Land Group Limited，SGX：Z25、OTCBB：YLDGY
），在1993年由鍾聲堅先生一家中國內地房地產公司，現時仁恒置地全資持有新加坡百年企業聯合工程（United Engineers Ltd，簡稱UEL）及其子公司維信集團
主要業務為住宅物業開發、商業及綜合性物業、投資類物業，以及物業管理，主要地區是以上海為首、其次是南京、蘇州、成都、貴陽、天津、珠海、深圳、三亞，以及唐山等地區，總部分別新加坡淡马锡林荫道9号新达城二座36樓02室，以及香港夏慤道16号远东金融中心38樓05室。
而股份在2006年6月22日於新加坡交易所主板上市之前，以公開招股發行價為1.08坡元（6.67港元、5.54元人民幣、0.86美元、66日圓），所有股份發售為242,000,000股，集資額為17.38億坡元（107億港元、87.7億元人民幣、13.8億美元、1070億日圓），也是首家在新加坡上市的上海房地產公司。

## 連結
- YanlordLand.com （页面存档备份，存于）